# ザダリアス・スミス
ザダリアス・スミス（Za'Darius Smith, 1992年9月8日 - ）は、アメリカ合衆国アラバマ州モンゴメリー出身のプロアメリカンフットボール選手。NFLのクリーブランド・ブラウンズに所属している。ポジションはディフェンシブエンド。

## 経歴

### カレッジ
ケンタッキー大学に転校前は、イーストミシシッピ・コミュニティ大学でプレーしていた。
ケンタッキー大学での2年間で119タックル、11サックを記録した。

### ボルチモア・レイブンズ
| 身長                                | 体重            | 腕 の 長 さ       | 手 の 大 き さ | 40Yrd ダ ッ シ ュ | 10Yrd ス プ リ ッ ト | 20Yrd ス プ リ ッ ト | 20Yrd シ ャ ト ル | 3 コ 丨 ン ド リ ル | 垂 直 跳 び     | 立 ち 幅 跳 び     | ベ ン チ プ レ ス |
| ----------------------------------- | --------------- | ----------------- | -------------- | ----------------- | -------------------- | -------------------- | ----------------- | ------------------- | --------------- | ------------------ | ----------------- |
| 6 ft 4+1⁄2 in (194 cm)              | 274 lb (124 kg) | 32+5⁄8 in (83 cm) | 10 in (25 cm)  | 4.73 s            | 1.70 s               | 2.73 s               | 4.64 s            | 7.42 s              | 29.0 in (74 cm) | 9 ft 5 in (2.87 m) | 23 回             |
| All values from NFL Combine/Pro Day |                 |                   |                |                   |                      |                      |                   |                     |                 |                    |                   |

ドラフト4巡目全体122位でボルチモア・レイブンズから指名された。2015年5月8日、チームと4年総額276万ドルのルーキー契約を結んだ。

#### 2015年シーズン

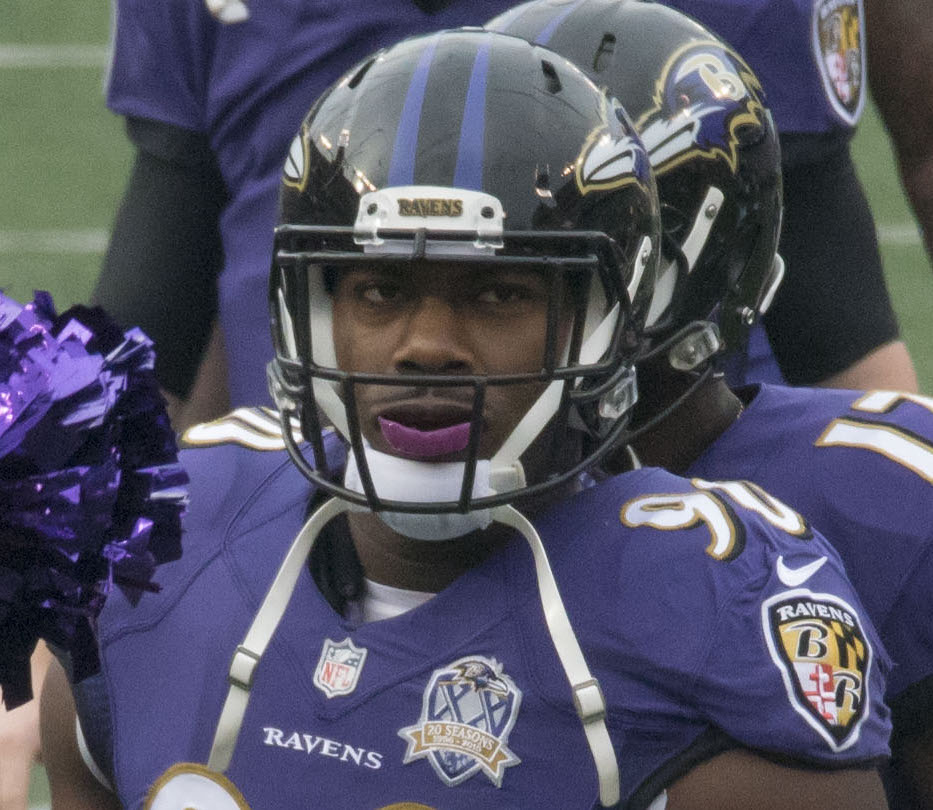
2015年のボルチモア・レイブンズ時代のスミス

レギュラーシーズン第2週のオークランド・レイダース戦でNFLデビューを果たした。
このシーズンは30タックル、5.5サックを記録した。

#### 2016年シーズン
このシーズンは20タックル、1サックを記録した。

#### 2017年シーズン
このシーズンは24タックル、3.5サック、1ファンブルフォースを記録した。

#### 2018年シーズン
レギュラーシーズン第6週のテネシー・タイタンズ戦で 3サックを記録し、AFC週間最優秀守備選手賞に選ばれた。
このシーズンは45タックル、8.5サック、1ファンブルフォースを記録した。

### グリーンベイ・パッカーズ

#### 2019年シーズン
2019年3月14日にグリーンベイ・パッカーズと4年6600万ドルの契約を結んだ。
レギュラーシーズン第16週のミネソタ・バイキングス戦で、3.5サックを記録した。
このシーズンはキャリアハイとなる13.5サックを記録した。

#### 2020年シーズン
レギュラーシーズン第4週のアトランタ・ファルコンズ戦でクォーターバックのマット・ライアンに3サックを記録し、NFC週間最優秀守備選手賞に選出された。
12月21日に、プロボウルに選出され、1月8日にオールプロのセカンドチームに選出された。

#### 2021年シーズン
このシーズンは1タックル、1サックを記録した。
レギュラーシーズン終了後の2022年3月4日にチームから放出された。

### ミネソタ・バイキングス

#### 2022年シーズン
2022年3月22日にミネソタ・バイキングスと 3年4200万ドルの契約を結んだ。
10月の活躍でNFC月間最優秀守備選手賞に選出された。第8週のアリゾナ・カージナルス戦では、7タックル、3サックを記録し、NFC週間最優秀守備選手賞に選出された。
このシーズンは44タックル、10サック、1ファンブルフォースを記録した。

### クリーブランド・ブラウンズ

#### 2023年シーズン
2023年5月16日、クリーブランド・ブラウンズが2024年と2025年の5巡目指名権の譲渡、2025年ドラフトの6、7巡目指名権の交換の交換でトレードされた。